# ヤマビワ
ヤマビワ（Meliosma rigida Sieb. et Zucc.）は、アワブキ科の樹木。葉の形がビワに似る。

## 特徴
常緑性の小高木で、高さ7mに達する。樹皮は赤褐色でなめらか。若枝、花序、葉柄と葉裏には赤褐色の綿毛を密布する。葉は互生でやや束生し、葉柄は長さ2-4cm、葉身は狭倒披針形ないし倒披針形、時に倒披針状楕円形で先端は急に尖り、基部側は次第に葉柄に流れ、長さ12-22cm、大きい場合は30cm、葉幅は3-7cmになる。葉質は革質、縁は荒い鋸歯があり、鋸歯先端は芒状に突き出すが、時には目立たないこともある。10-16対の側脈があり、表面は無毛でつやがあるが、裏面では細脈まではっきりと隆起する。
花期は6月。茎の先端に大きな円錐花序を出す。花序の長さは10-20cmで、花は白で径4-6mm、花柄は長さ2mm、花柄から萼片までは褐色の毛が生える。萼片は5、大きい花弁よりは小さい。花弁は5、外側の3つは大きく、広卵形で長さ2-3mm、開花時には大きく開く。内側の2つは小さくて痕跡的。雄蘂は2、仮雄蘂は3、長楕円形で長さ2mm。核果は球形で径6-7mm、始めは赤く、後に熟して黒紫になる。
和名は山枇杷の意で、葉の形がビワに似ることによる。また、本種に似るためにその名が付いた植物にヤマビワソウ（イワタバコ科）がある。

## 分布
本州の紀伊半島以西、四国、九州、琉球列島に産する。国外では台湾、中国大陸にも分布する。なお、種子の化石は日本各地の鮮新世から発見される。

## 生育環境
山地、常緑広葉樹林に生える。

## 分類
同じ属の種は日本に5種あるが、葉の形が互いにかなり異なり、混同するものはなさそう。

## 利用
伊勢神宮ではヒノキと擦り合わせて火を取るのに使う。赤堀又次郎の『唯心史観』には『火きりぎね、火きりうす』の章の冒頭に「火切り杵は、山枇杷の木でつくる。火切り臼は檜の木で造る。夫を舞錐の方法で摩擦させて火を出し、鋸屑、藁のはかまなどに移して用ゐる。之は我国の最古よりの方法である。（中略）伊勢其他の神社に今も之が伝わっている」とある。
また、その材は淡褐白色で反張割裂性があって靱性に富む。棒材、薪炭材に用いられる他、沖縄では篩の側に使用したという。